# San Pedro de Latarce
San Pedro de Latarce község Spanyolországban, Valladolid tartományban. San Pedro de Latarce Villanueva de los Caballeros, Villardefrades, Villavellid, Castromembibre, Vezdemarbán, Belver de los Montes és Villalpando községekkel határos. Lakosainak száma 434 fő (2024).

## Népesség
A település népessége az utóbbi években az alábbiak szerint változott:
| Lakosok száma | 633  | 615  | 593  | 571  | 555  | 537  | 510  | 483  | 448  | 434  |
|               | 2001 | 2004 | 2007 | 2009 | 2012 | 2014 | 2017 | 2019 | 2022 | 2024 |